# The Four Lads
The Four Lads is een Canadees vocaal ensemble, dat in de jaren 1950 succesvol was op het gebied van traditionele Amerikaanse popmuziek, met invloeden uit het eerdere bigband- en swingtijdperk, met name in Canada en de Verenigde Staten.

## Geschiedenis
De bandleden kenden elkaar al van het jongenskoor in de St. Michael’s Cathedral in Toronto, waar ze leerden zingen op de school van John Ronan en met gospelliederen optraden. In eerste instantie waren het Corrado 'Connie' Codarini, John Bernard 'Bernie' Toorish, Rudi Maugeri en John Perkins, die in hun vrije tijd als de The Otnorots (Toronto achterwaarts gelezen) en de Jordonaires (niet te verwarren met de Jordanaires), die later bekend werd als de achtergrondgroep van Elvis Presley).
Maugeri en Perkins verlieten de band zeer snel - zij werden later lid van The Crew Cuts - maar James 'Jimmy' Arnold en Frank Busseri traden in 1947 toe en de vier formeerden aanvankelijk The Four Dukes in deze bezetting. Jimmy Arnold zong als tenor de leadzang, Frank Busseri zong de bariton, Connie Codarini als bas en Bernie Toorish als tenor. Toorish trad ook op als arrangeur van de band. Zoals destijds gebruikelijk, had de band aanvankelijk verbintenissen in de clubs en hotels in hun woonplaats. Tijdens een spontaan optreden in het Casino Theater in Toronto imiteerden ze het inmiddels beroemde Golden Gate Quartet zonder te weten dat Orlandus Wilson van de Golden Gates in het publiek zat. Wilson was zo onder de indruk van de uitvoering dat hij onmiddellijk zijn manager Mike Stewart in New York belde en de hoorn richting het podium hield. Stewart stemde in met het voorstel van Wilson en contracteerde het jonge kwartet. Mike Stewart bezorgde de band onmiddellijk een verbintenis bij Le Ruban Bleu in Harlem, een van de meest vooraanstaande nachtclubs in New York. De overeenkomst van twee weken, die als proef was overeengekomen, duurde ongeveer 30 weken. De eigenaar van de club wees het kwartet er echter op dat er al een band in Detroit was genaamd The Four Dukes. Vervolgens noemden Arnold, Busseri, Codarini en Toorish zichzelf The Four Lads.
Gedurende hun tijd bij Le Ruban Bleu, werden The Four Lads ontdekt door Mitch Miller, die altijd op zoek was naar talent voor het beroemde Columbia Records. Hij bood aanvankelijk aan om foto's te maken als achtergrondgroep voor zijn artiesten. In de herfst van 1951 hadden ze hun eerste commerciële succes voor Okeh Records, een dochteronderneming van Columbia, als back-up van Johnnie Ray op zijn plaat Cry en de B-kant The Little White Cloud That Cried. Beide nummers werden gearrangeerd door Bernie Toorish. Omdat Johnnie Ray destijds zelf nog een nieuwkomer was, had niemand van tevoren succes verwacht: Cry stond 11 weken op #1 in de Amerikaanse hitlijsten, Little White Cloud op #2 gedurende twee weken. Ray wisselde direct naar het moederlabel Columbia Records. In 1952 volgden nog drie hits als achtergrond van Johnnie Ray: Please Mr. Sun, die #6 bereikte op de hitlijsten, Here Am I Brokenhearted (#8) en What’s the Use (#13). Toen Doris Day, een van de meest succesvolle sterren van Columbia, twee van de ballads van de Walt Disney-cartoon Peter Pan opnam, werd ze door The Four Lads begeleid op de achtergrond.
In hetzelfde jaar produceerde Mitch Miller de eigen debuutsingle van The Four Lads, The Mocking Bird voor Okeh Records, die in de zomer van 1952 naar #23 in de Amerikaanse hitlijsten steeg. De jongens schakelden vervolgens ook over naar het moederlabel Columbia en brachten hun volgende single Somebody Loves Me uit, die #22 in de hitlijsten bereikte. De doorbraak voor The Four Lads kwam in 1953: Istanbul (Not Constantinople) bereikte #10 in de hitlijsten en leverde hen de eerste gouden plaat op. In hetzelfde jaar werd Down by the Riverside (#17 in de hitlijsten) uitgebracht. In de herfst van 1954 bereikten The Four Lads hun eerste top 10-plaats (7e plaats) met Skokiaan, een door Afrika beïnvloed lied dat is vernoemd naar een tribaal drankje van de zoeloes. Daarnaast bleven ze actief als achtergrondgroep, met onder meer het stuk Rain, Rain, Rain van Frankie Laine, dat ook verscheen in 1954 en gearrangeerd was door Bernie Toorish.
Mitch Miller, die het Four Lads-repertoire bleef selecteren, had een groot gevoel voor hits. Dit werd uiteindelijk getoond in 1955 toen ze op #2 belandden in de Amerikaanse hitlijsten met de ballad Moments to Remember en hun tweede gouden plaat opnamen. In 1956 volgde No Not Much met hetzelfde resultaat en Standin 'on the Corner (Watching All the Girls Go By), dat #3 in de hitlijsten bereikte. Het laatste nummer kwam van de Broadway-musical The Most Happy Fella, geschreven door Frank Loesser. De populariteit van de groep nam toe door optredens in bekende televisieprogramma's zoals de Perry Como- en de Dave Garroway Show. Hoewel succes voor traditionele zangensembles steeds moeilijker werd met de komst van de rock-'n-roll, bleven The Four Lads tot eind jaren 1950 in de hitlijsten. Tussen 1951 en 1959 bereikten 28 van hun singles de hitlijsten. Vijf ervan waren gouden platen: Istanbul (1953), Moments to Remember (1955), No, Not Much (1956), Standin' on the Corner (1956) en Who Needs You? (1957). Toen Standin' on the Corner in 1960 opnieuw verscheen, behaalden de Four Lads hun enige succes in de Britse hitlijsten met een 32e plaats.
In 1962 verliet Connie Codarini de band en opende hij het restaurant Penny’s Poorhouse in Medina (Ohio), dat naar zijn vrouw was vernoemd. Voor hem kwam Johnny D'Arc naar The Four Lads. Begin jaren 1970 trok Bernie Toorish zich terug en werd verzekeringsagent. Sid Edwards kwam voor hem in de band. Tijdens de jaren 1980 verliet Jimmy Arthur ook de groep om vanaf dat moment zanglessen te geven. Als enige oprichter zette Frank Bussari de band voort, die speelde bij optredens in Amerikaanse en Canadese clubs.

## Overlijden
Nadat het eerste lid van de tweede generatie in 1999 was overleden met Johnny D'Arc, overleed Jimmy Arnold op 15 januari 2004 in Sacramento op 72-jarige leeftijd aan longkanker. Connie Codarini overleed op 28 april 2010 op 80-jarige leeftijd in Concord (North Carolina). Frank Busseri overleed op 28 januari 2019 op 86-jarige leeftijd in Rancho Mirage, Californië.

## Onderscheidingen
In 1975 eerde Billboard Magazine The Four Lads met de 167e plaats in de lijst van de 200 beste opnamen van de afgelopen 30 jaar. In 1984 werden The Four Lads opgenomen in de Canadian Music Hall of Fame als onderdeel van de uitreiking van de Juno Awards. Tegelijkertijd ontvingen ze de Juno Award voor hun levenswerk samen met The Crew Cuts en The Diamonds. In 2003 werden The Four Lads toegelaten tot de Vocal Group Hall of Fame.